# Перхово (Удомельский район)
Перхово — деревня в Удомельском городском округе Тверской области. 

## География
Деревня расположена на берегу озера Перхово в 19 км на юг от города Удомля.

## История
В 1803 году в селе была построена каменная Богоявленская церковь с 3 престолами, метрические книги с 1800 года.
В конце XIX — начале XX века село входило в состав Овсищинской волости Вышневолоцкого уезда Тверской губернии.
С 1929 года деревня являлась центром Перховского сельсовета Удомельского района Тверского округа Московской области, с 1935 года — в составе Калининской области, в 1994 года — в составе Удомельского сельского округа, с 2005 года — в составе Удомельского сельского поселения, с 2015 года — в составе Удомельского городского округа.

## Население
| 1859 | 2002 | 2008 | 2010 |
| ---- | ---- | ---- | ---- |
| 165  | ↘27  | ↘18  | ↘11  |

## Достопримечательности
В деревне расположена действующая Церковь Богоявления Господня (1803).